# Francesco Pianzola
Francesco Pianzola (Sartirana Lomellina, Italia, 5 de octubre de 1881 – Mortara, Italia, 4 de junio de 1943). Fue un sacerdote italiano, beatificado el 4 de octubre de 2008 por el papa Benedicto XVI.

## Biografía
Fue ordenado sacerdote el 16 de marzo de 1907 en Vigevano, por Mons. Pietro Berruti.
Se le conoce como "Don Niente" ("Don Nada" por el término que le gustaba usar) y "Apóstol de Lomellina ", tras haber predicado durante mucho tiempo en los campos y fábricas de la zona. Los fieles locales también lo recuerdan como " al pref sant di mundini " o "el santo sacerdote de los desherbadores de arroz ".
Fundó los Padres Oblatos diocesanos de la Inmaculada y el 8 de mayo de 1919 el Instituto de las Hermanas Misioneras de la Inmaculada Reina de la Paz, también conocidas como Hermanas Pianzolinas.
Su cuerpo está expuesto a la veneración de los fieles en una capilla, en la Casa Madre de las Hermanas de la Inmaculada, en Mortara.

## Culto
El padre Pianzola fue declarado venerable por el papa Benedicto XVI el 26 de junio de 2006 y proclamado beato el 4 de octubre de 2008 en la catedral de Vigevano por el cardenal José Saraiva Martins, prefecto emérito de la Congregación para las Causas de los Santos, delante de una multitud de 6000 personas .
La memoria litúrgica cae el 4 de junio.